# Potamotherium
Potamotherium („říční bestie“) je vyhynulý rod šelem z období miocénu a oligocénu. Rod byl původně řazen do čeledi lasicovití, avšak podle výzkumů z 21. století se spíše jedná o primitivního příbuzného ploutvonožců.

## Klasifikace
Rod byl poprvé popsán v roce 1833. Druh byl původně řazen k vydrám do čeledi lasicovití, avšak podle závěrů nedávných výzkumů Potamotherium spíše představoval bazální klad ploutvonožců. Berta et al. (2018) zařadila Potamotherium spolu s puijilou a rodem Semantor do čeledi Semantoridae.

## Druhy
V rámci rodu dosud byly identifikovány dva druhy:

- P. valletoni (typový druh);
- P. miocenicum.

## Rozšíření
Fosilie byly nalezeny v oligocenních/miocenních sedimentech ve středních středních zeměpisných šířkách Evropy a Severní Ameriky. Zástupci rodu obývali sladkovodní prostředí, z čehož se vyvozuje, že ploutvonožci během své evoluce prošli sladkovodní fází.

## Popis
Zástupci rodu Potamotherium připomínali moderní vydry. Měřili kolem 1,5 m, měli podlouhlá štíhlá těla s krátkýma nohama. Díky aerodynamickému tvaru těla a flexibilní páteři se lze domnívat, že se jednalo o dobrého plavce. Podrobná analýza fosilií naznačuje, že Potamotherium měli špatný čich, což však bylo vynahrazeno dobrým zrakem a sluchem.

## Galerie

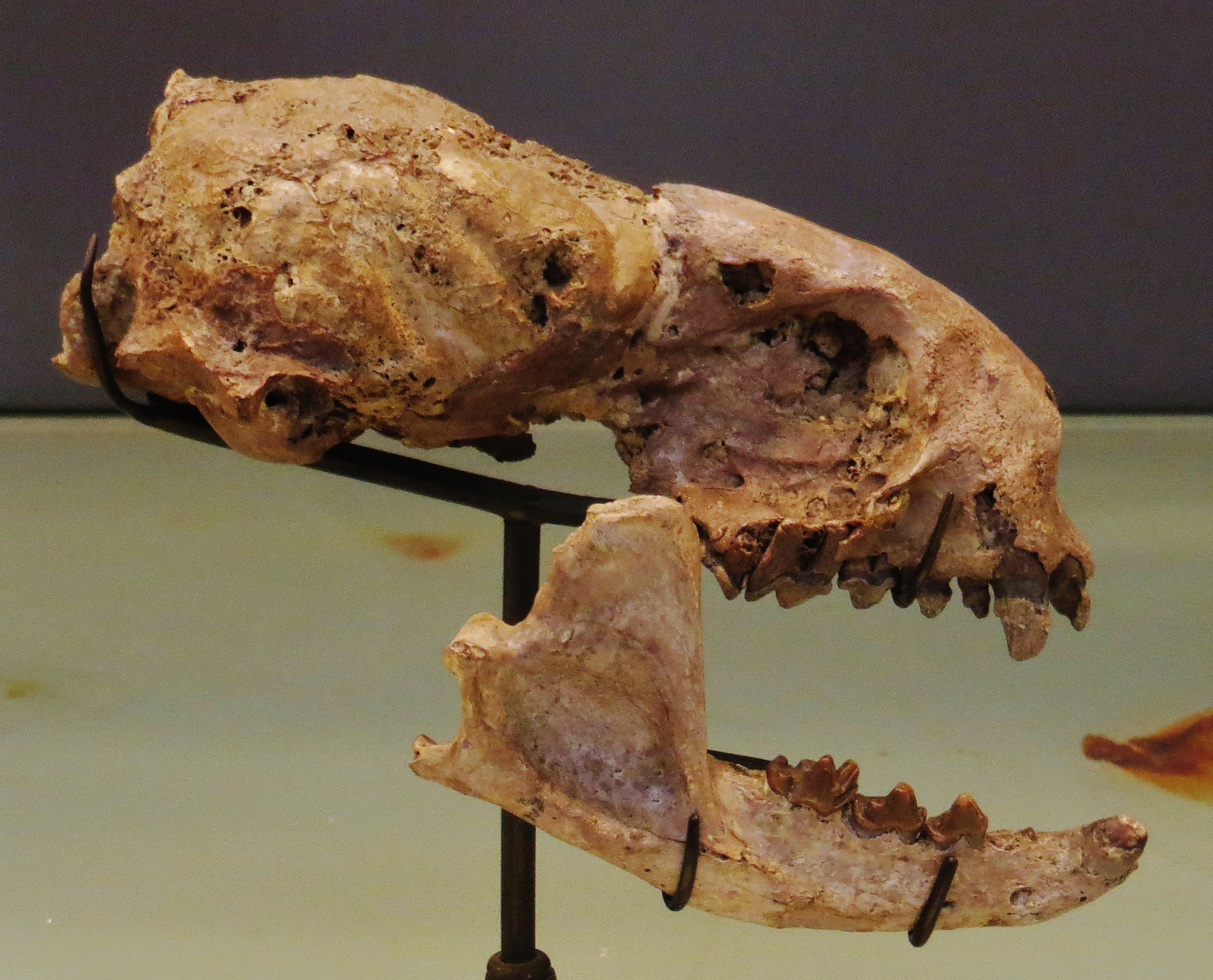
Lebka P. valletoni
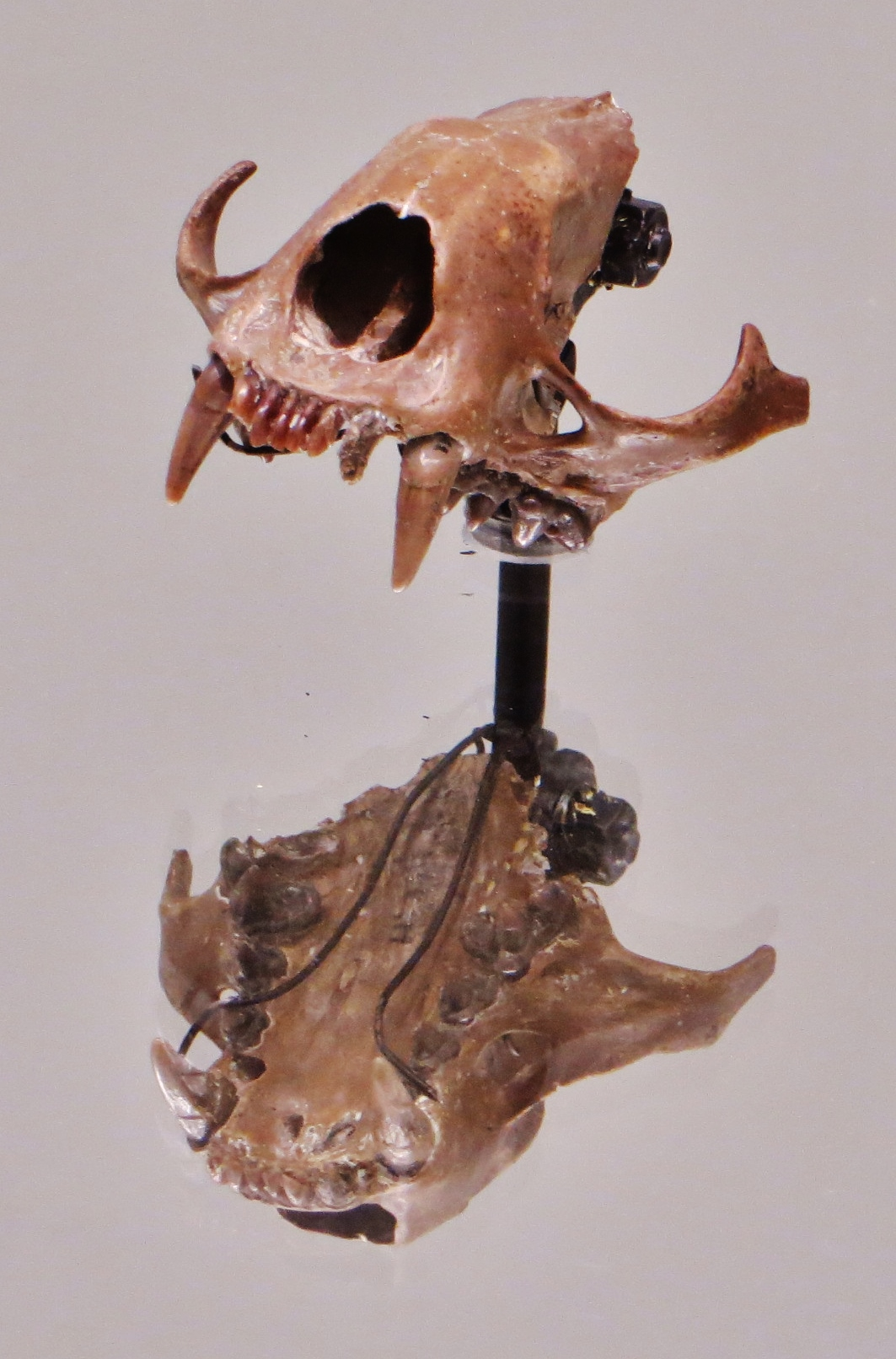
Lebka P. valletoni
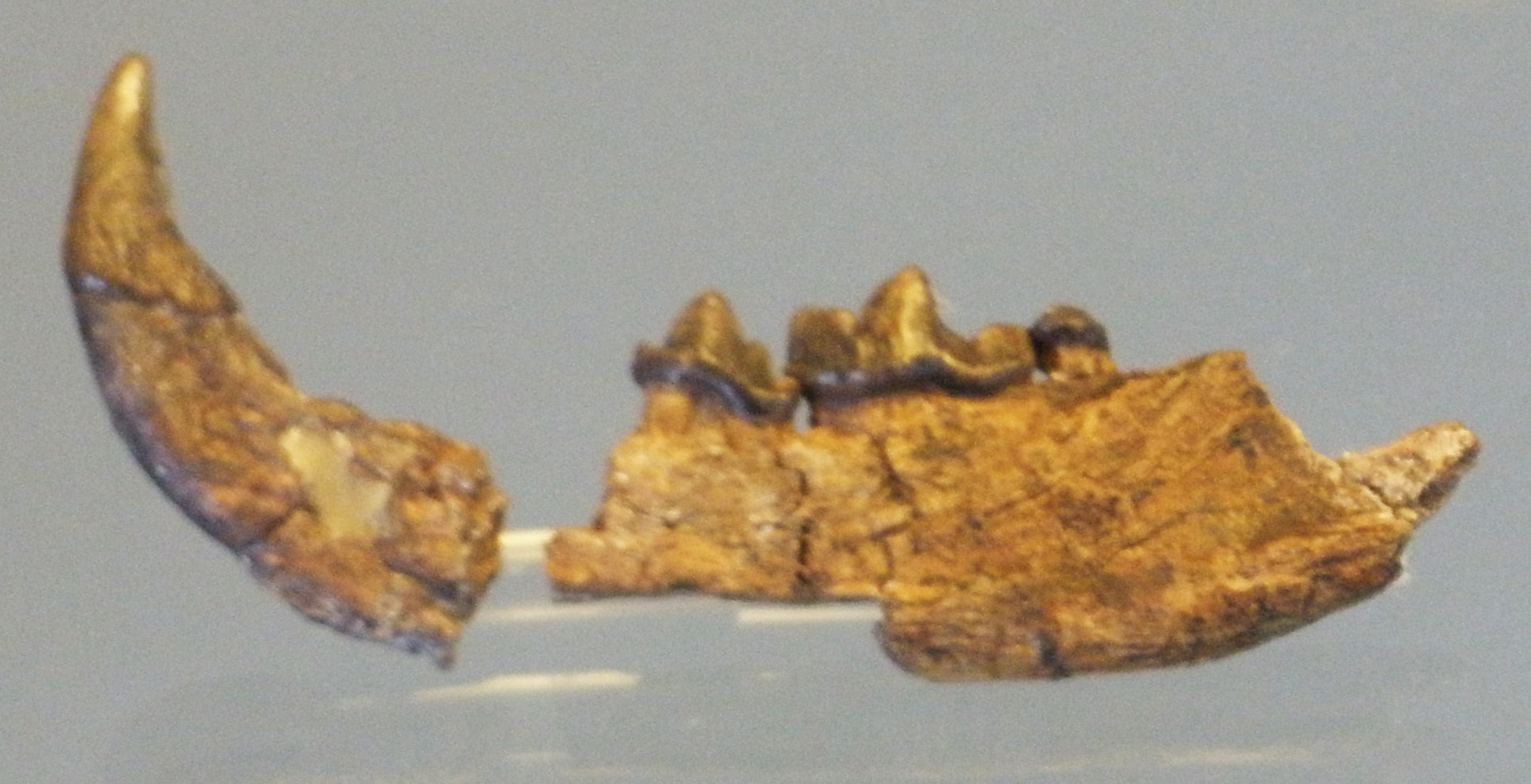
Dolní čelist P. valletoni
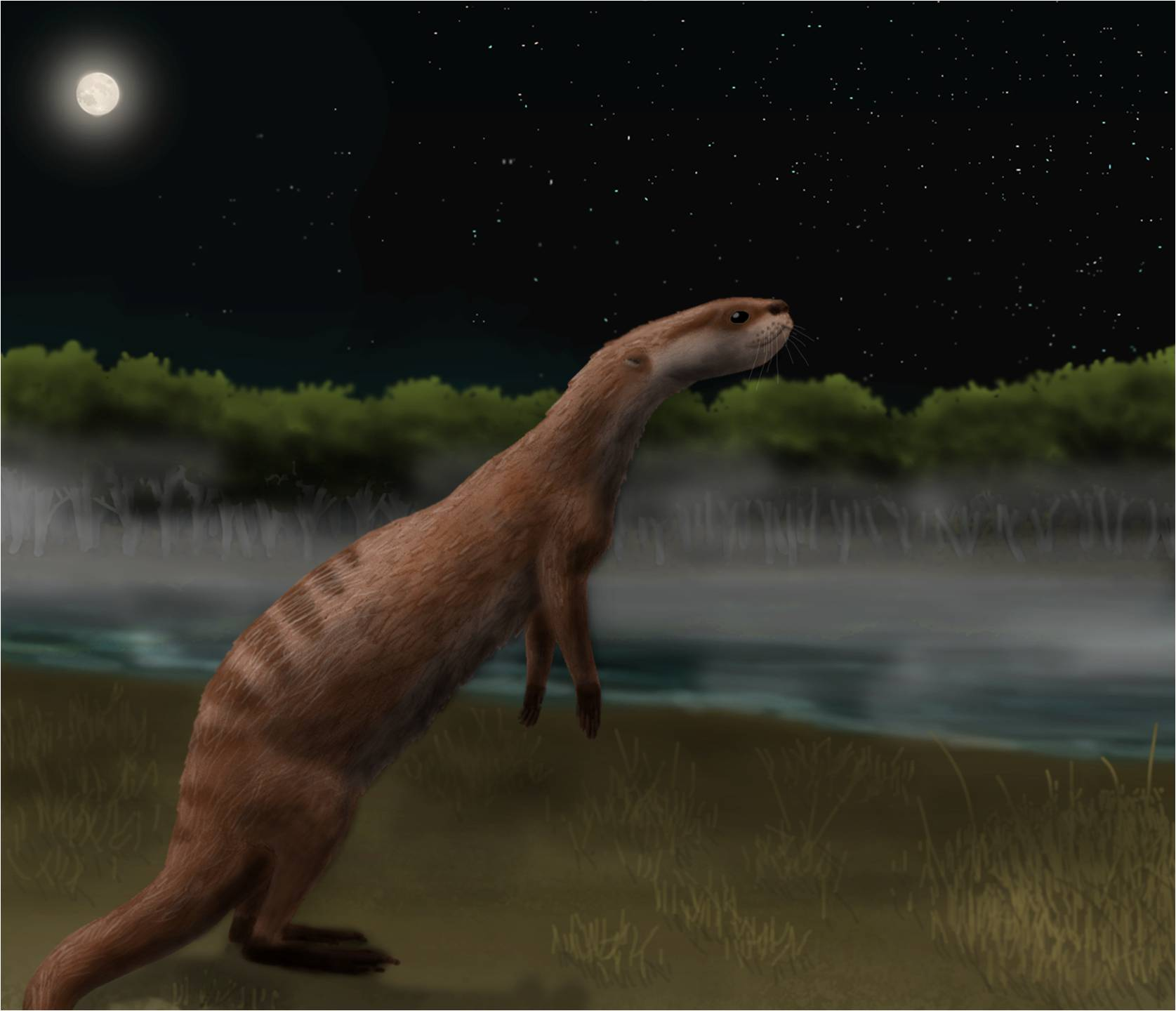
Umělecká rekonstrukce P. miocenicum